# 龍水駅
龍水駅（リョンスえき、朝鮮語: 룡수역）は、朝鮮民主主義人民共和国咸鏡南道栄光郡にある駅で、長津線に属する。 

## 隣の駅
長津線
上通駅 - 龍水駅 -下岐川駅